# Sport v Izraeli

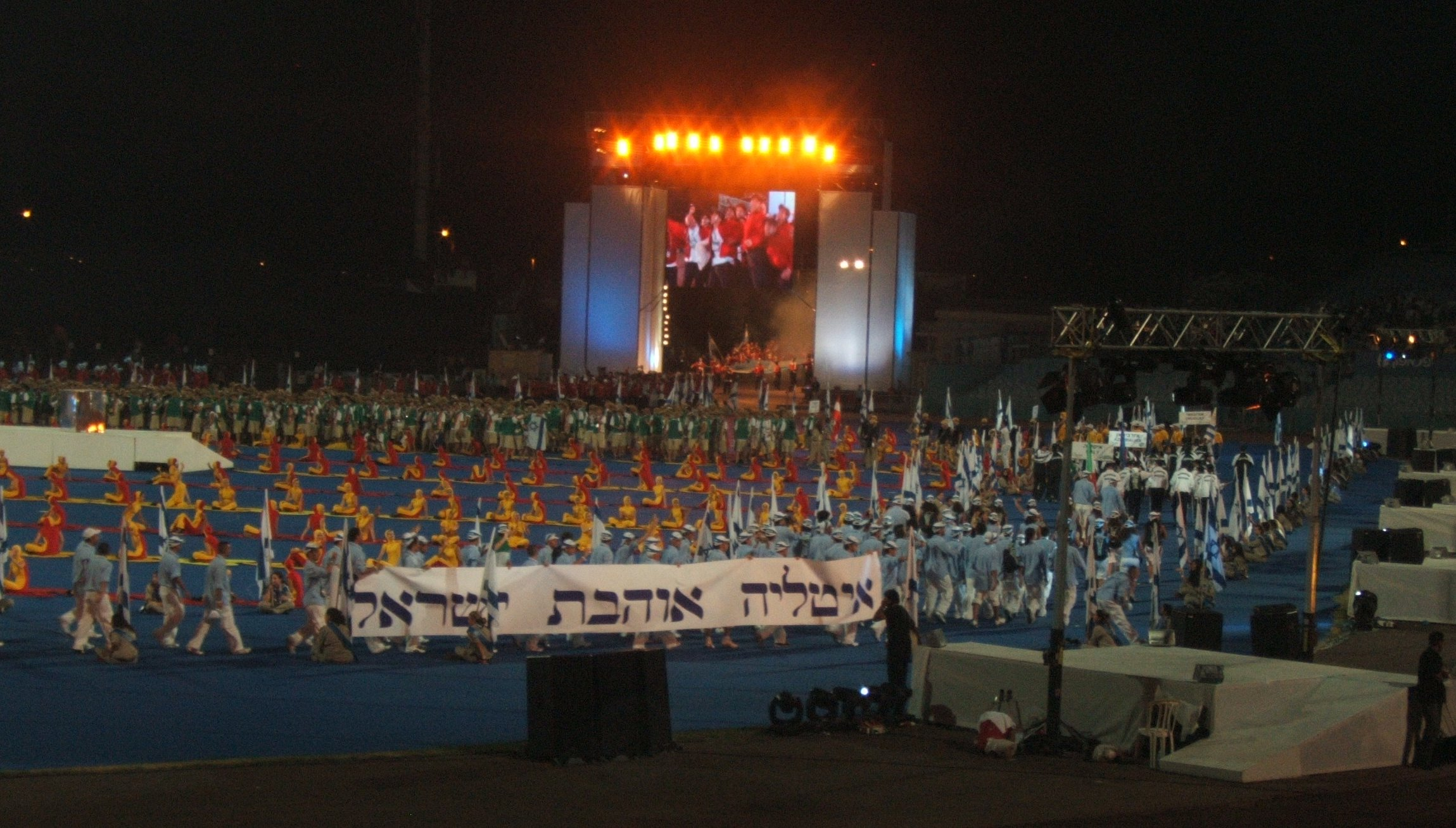
Zahajující ceremoniál 17. Makabejských her v roce 2005

Sport v Izraeli je velice populární aktivitou a populární jsou zde zejména kolektivní sporty. Mezi současné divácky nejpopulárnější sporty v Izraeli pak patří fotbal a basketbal. Basketbalový klub Maccabi Tel Aviv pětkrát vyhrál Evropské basketbalové mistrovství. Město Beerševa se stala mezinárodním šachovým centrem a zároveň domovem mnoha světových šachových šampionů ze zemí bývalého Sovětského svazu. V roce 2005 hostilo město mistrovství světa v šachu a šachy jsou mimo jiné vyučovány již ve školkách. O dva roky později se Izrael umístil na druhém místě v Mistrovství světa v šachu. K současnosti vyhrál Izrael celkem šest olympijských medailí, včetně zlaté medaile z LOH v Aténách v disciplíně windsurfing. Od 30. let 20. století se každé čtyři roky pořádají Makabejské hry, které jsou pro židovské atlety událostí podobnou olympijským hrám. 

## Historie
Sport a fyzické cvičení nebyly po dlouhou dobu v rámci židovské kultury důležité. Na atletickou dovednost, která byla tak oceňována starověkými Řeky, bylo koukáno skrze prsty, jelikož byla chápána jako nevítaný dopad helénské kultury. Přesto však Maimonides, který byl zároveň rabín i lékař zdůrazňoval důležitost fyzické aktivity a udržování se v kondici. Jeho názor byl oživen v 19. století Maxem Nordauem a počátkem 20. století vrchním palestinským rabínem Abrahamem Issacem Kookem, který tvrdil, že: „tělo slouží duši, a pouze zdravé tělo může zaručit zdravou duši.“

## Izraelští olympionici
| Medaile  | Jméno            | Hry                | Sport      |
| -------- | ---------------- | ------------------ | ---------- |
| stříbrná | Jael Arad        | LOH Barcelona 1992 | Judo       |
| bronzová | Oren Smadja      | LOH Barcelona 1992 | Judo       |
| bronzová | Gal Fridman      | LOH Atlanta 1996   | Jachting   |
| bronzová | Michael Kolganov | LOH Sydney 2000    | Kanoistika |
| zlatá    | Gal Fridman      | LOH Atény 2004     | Jachting   |
| bronzová | Ariel Ze'evi     | LOH Atény 2004     | Judo       |
| bronzová | Šahar Cuberi     | LOH Peking 2008    | Jachting   |